# Poa ruprechtii
Poa ruprechtii là một loài cỏ trong họ hòa thảo, thuộc chi poa.

## Hình ảnh

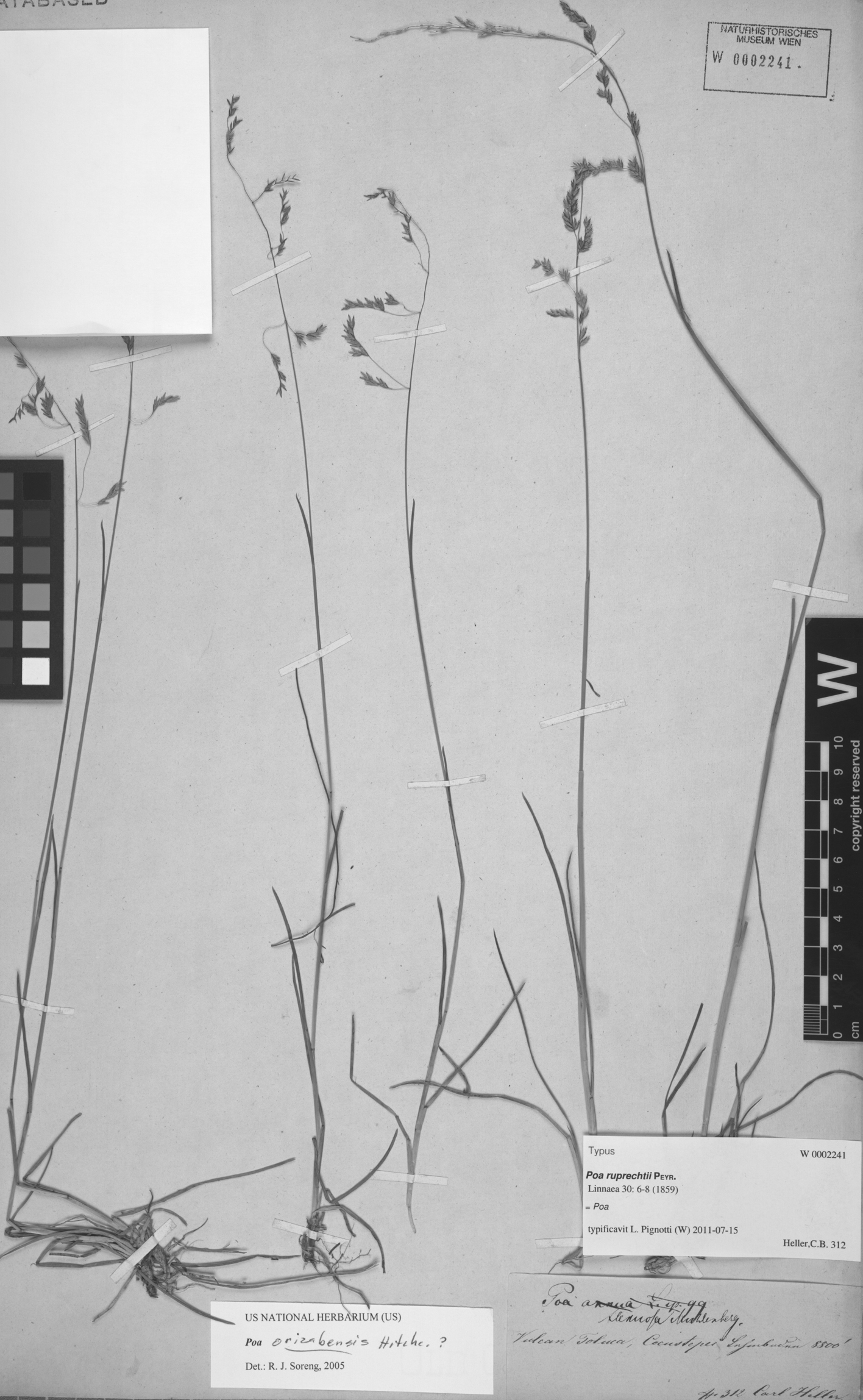